# آنا أنكا
آنا أنكا (ولدت دانوتا آنا كوزيزيجسكا عام 1971) عارضة أزياء وممثلة ومؤلفة سويدية أمريكية كانت متزوجة من المغني الكندي بول أنكا ظهرت أنكا في برنامج الواقع السويدي سفينسكا هوليوودفروار (زوجات هوليود السويدية).

## نشأتها
وُلدت دانوتا آنا كولودزيجسكا في ما كان يُعرف آنذاك بجمهورية بولندا الشعبية. توفيت والدتها أثناء الولادة. في الثالثة من عمرها تم تبينها من قبل زوجان سويديان يعيشان في بجوف، السويد. انتقلت إلى الولايات المتحدة في عام 1994 للعمل كعارضة أزياء[4] بعد احتلالها المركز الثامن في مسابقة ملكة جمال هاواي الدولية. منعتها مشاركتها في مسابقة ملكة جمال هاواي من المشاركة في مسابقة ملكة جمال السويد في ذلك العام.

## الروابط الخارجية
- آنا أنكا على موقع IMDb (الإنجليزية)
- آنا أنكا على موقع قاعدة بيانات الأفلام السويدية (السويدية)
- آنا أنكا على موقع قاعدة بيانات الفيلم (الإنجليزية)
- آنا أنكا على موقع كينوبويسك (الروسية)

- الموقع الرسمي
- آنا أنكا في قاعدة بيانات الأفلام على الإنترنت